# Nižná Voľa
Nižná Voľa este o comună slovacă, aflată în districtul Bardejov din regiunea Prešov. Localitatea se află la altitudinea de 267 m deasupra n.m., se întinde pe o suprafață de 7,17 km2 și în 2017 număra 287 de locuitori.

## Istoric
Localitatea Nižná Voľa este atestată documentar din 1382.

## Demografie
| An:                | 1994 | 2004    | 2014   | 2024   |
| ------------------ | ---- | ------- | ------ | ------ |
| Număr de persoane: | 270  | 298     | 288    | 269    |
| Diferență:         |      | +10,37% | −3,35% | −6,59% |

| An:                | 2023 | 2024 |
| ------------------ | ---- | ---- |
| Număr de persoane: | 269  | 269  |
| Diferență:         |      | +0%  |